# Цілинна балка (Токмакський район)
Цілинна балка — ботанічний заказник місцевого значення. Об'єкт розташований на території Токмацького району Запорізької області, біля села Жовтневе.
Площа — 1 га, статус отриманий у 1980 році.
Статус надано з метою збереження місць зростання лікарських рослин. Охороняється ділянка цілинної балки із заростями шипшини.